# Villensaari (ö i Birkaland)
Villensaari är en ö i Finland. Den ligger i sjön Rautavesi och Liekovesi och i kommunen Sastamala i den ekonomiska regionen  Sydvästra Birkaland och landskapet Birkaland, i den sydvästra delen av landet, 170 km nordväst om huvudstaden Helsingfors. Öns area är 0,1 hektar och dess största längd är 50 meter i sydväst-nordöstlig riktning.